# Won

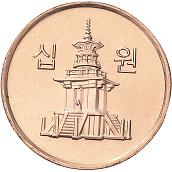
Anvers dels 10 wons sud-coreans del 2006

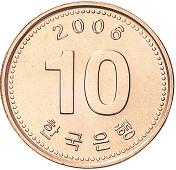
Revers

El won o wŏn (en coreà 원, amb el mateix origen que el xinès "iuan" o el japonès "ien") és la moneda oficial dels dos estats integrants de la península de Corea: Corea del Nord (o República Democràtica Popular de Corea) i Corea del Sud (o República de Corea). Les respectives taxes de canvi, però, són diferents, ja que si bé oficialment les dues monedes són si fa no fa equivalents, el canvi del won nord-coreà en el mercat negre fa que sigui considerat la unitat monetària de menys valor del món.
| Monedes        | Símbols | Codi ISO 4217 |
| -------------- | ------- | ------------- |
| Won nord-coreà | ₩n o Wn | KPW           |
| Won sud-coreà  | ₩ o W   | KRW           |

El símbol del won ("₩", una W majúscula barrada amb un guió) es representa en Unicode com a 20A9 (8361 segons el sistema decimal).
Històricament, el won coreà s'ha dividit en 100 jeon o chŏn (전), tot i que actualment a Corea del Sud la moneda fraccionària no s'utilitza, ja que la quantitat de diners més petita que s'acostuma a donar de canvi són 10 won, uns 0,8 cèntims d'euro.
Originàriament, el won va ser la moneda de Corea des del 1902, en què va substituir el yang, fins al 1910, en què fou substituïda pel ien coreà.